# Stenandrium tuberosum
Stenandrium tuberosum är en akantusväxtart som först beskrevs av Carl von Linné, och fick sitt nu gällande namn av Urban. Stenandrium tuberosum ingår i släktet Stenandrium och familjen akantusväxter. Inga underarter finns listade i Catalogue of Life.